# Gilmar Iser
Gilmar Iser, właśc. Gilmar Miguel Iser (ur. 28 sierpnia 1964 w Vera Cruz) – brazylijski piłkarz, grający na pozycji obrońcy, trener piłkarski.

## Kariera piłkarska

### Kariera klubowa
W 1983 rozpoczął karierę piłkarską w Santa Cruz-RS. Potem występował w klubach Lajeadense, Santo André, Caxias, Guarani-VA, SC Internacional, Marítimo i Brasil de Pelotas, gdzie zakończył karierę w 1997 roku.

## Kariera trenerska
Karierę szkoleniowca rozpoczął w 1998 roku.Trenował kluby Lajeadense, São José-RS, Pelotas, Avenida, Cachoeira, Novo Hamburgo, Joinville, Glória, Esportivo, EC Juventude, Caxias, América de Natal, Brasil de Pelotas i River Plate.

## Sukcesy i odznaczenia

### Sukcesy trenerskie
Cachoeira
- mistrz Campeonato Gaúcho Série B: 2001

Novo Hamburgo
- zdobywca Copa FGF: 2005
- zdobywca Copa Emídio Perondi: 2005

Joinville
- mistrz Campeonato Catarinense Segunda divisão: 2007